# Gito Rollies
Gito Rollies, född Bangun Sugito 1 november 1947 i Biak, Irian Jaya, död 28 februari 2008 i Jakarta, var en indonesisk skådespelare och sångare.

## Filmografi
- 2005 – Janji Joni
- 2002 – Ada Apa dengan Cinta?
- 1996 – Mentari di Balik Awan (tv-serie)
- 1985 – Kembang Kertas